# Mnemiopsis
Genre
Le genre Mnemiopsis regroupe plusieurs espèces d'animaux marins appartenant au phylum des Ctenophora. 

## Morphologie
Les Mnemiopsis sont transparentes, elles mesurent près de 10 cm de long. Elles possèdent deux tentacules et des lobes qui, bien qu'assez long, sont dans le prolongement du corps. Elles sont très légèrement teintées de jaunes. Comme de nombreux cténophores, leurs cténidies (rangées de peignes locomoteurs) sont iridescentes. Elles sont de plus capables d'émettre une bioluminescence.

## Comportement

### Alimentation
Cet animal se nourrit de zooplancton, plus particulièrement de larves de mollusques. Il est capable d'avaler une centaine de larves d'un seul mouvement de ses lobes. De ce fait, il est assez redouté des ostréiculteurs lors de la période de la captation du naissain. En mer Noire, la Mnemiopsis fait, au niveau alimentaire, concurrence avec la larve d'anchois, d'où une diminution drastique de ces dernières quand les Mnemiopsis prolifèrent (voir ci-dessous).

## Répartition et habitat
Ce sont des organismes marins planctoniques de l'Atlantique Nord, plus communes au large des côtes américaines. Certaines espèces de Mnemiopsis, comme Mnemiopsis leidyi, qui ont voyagé dans l'eau des ballasts de navires, sont actuellement en train d'envahir la mer Noire, la mer Caspienne la mer Baltique et la mer Méditerranée, on les a retrouvés sur la plage du jaï, à Marignane, dans le Sud de la France .

## Différentes espèces de Mnemiopsis
Selon ITIS, World Register of Marine Species (27 mars 2013) et ADW:
- Mnemiopsis gardeni L. Agassiz, 1860
- Mnemiopsis leidyi A. Agassiz, 1865
- Mnemiopsis mccradyi Mayer, 1900